# Friedrich Rösch (Ägyptologe)

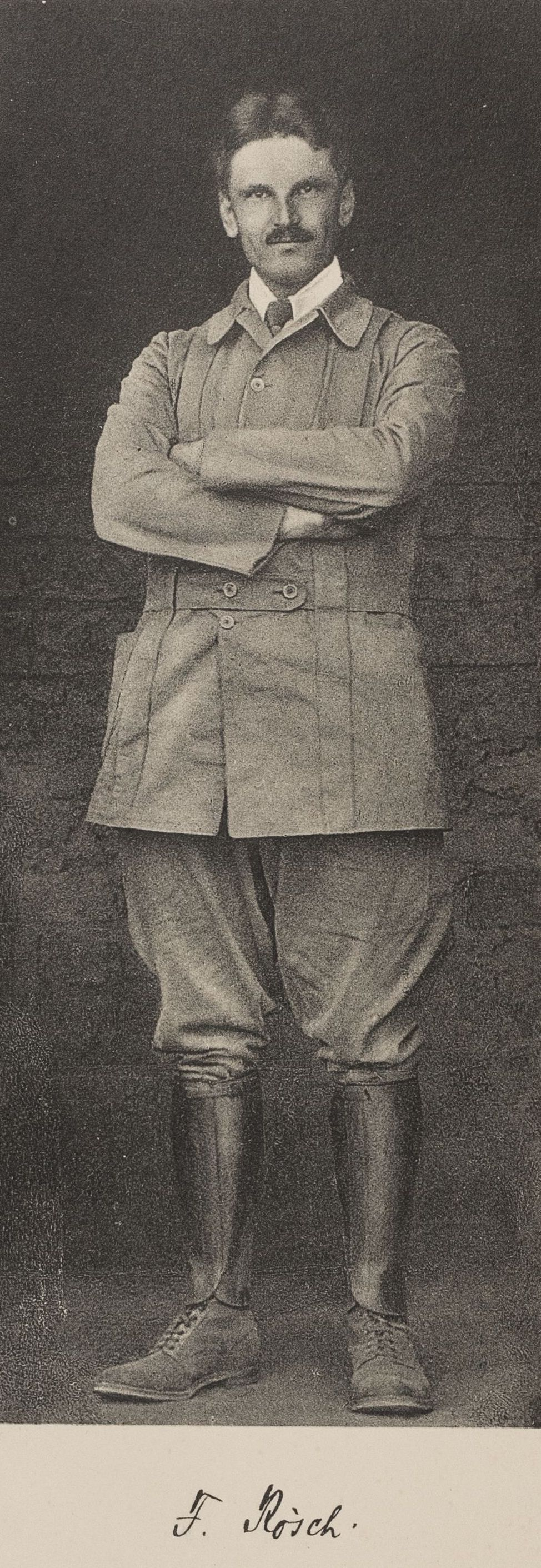
Friedrich Rösch (um 1914)

Friedrich Rösch (* 1. August 1883 in Backnang; † 29. August 1914 in Raon-l’Étape, Frankreich) war ein deutscher Missionar und Ägyptologe. 

## Leben
Rösch begann zunächst mit Studien der Koptischen Sprache. In seiner Dissertation aus dem Jahr 1909 befasste er sich mit dem koptischen Dialekt Achmimisch. 1910 gab er die in Straßburg gefundenen achmimischen Bruchstücke des Ersten Clemensbriefes heraus. Im Anschluss war er drei Jahre als Missionar der amerikanischen Mission in Algerien tätig. Während dieser Zeit beschäftigte er sich mit den Berbersprachen. Eine von ihm in diesem Zusammenhang geplante Arbeit zur Grammatik der Kabylischen Sprache blieb unverwirklicht. Mehrfach war er in der Ägyptischen Abteilung der Königlichen Museen zu Berlin beschäftigt, wo er mit der Klassischen Archäologie in Berührung kam. Im Jahr 1913 nahm er eine Assistentenstelle der Abteilung des Deutschen Archäologischen Instituts in Kairo an, für das er im Winter 1913/14 bei Ausgrabungen bei Tell el Amarna mitwirkte. Im Sommer 1914 wurde Rösch eingezogen, um im Ersten Weltkrieg teilzunehmen. Er starb Ende August 1914 bei Kampfhandlungen in Frankreich.

## Schriften
- Vorbemerkungen zu einer Grammatik der achmimischen Mundart. Schlesier & Schweikardt, Straßburg 1909 (Strassburg, Univ., Diss., 1907).
- (Hg.): Bruchstücke des ersten Clemensbriefes : nach dem achmimischen Papyrus der Strassburger Universitäts- und Landesbibliothek mit biblischen Texten derselben Handschrift. Schlesier & Schweikardt, Straßburg 1910.

- Im alten Aegypten: Lichtbildervortrag. Benzinger, Stuttgart [ca. 1912].